# 星田神社
星田神社（ほしだじんじゃ）は、大阪府交野市星田にある神社。旧社格は村社。

## 祭神
- 主祭神 - 底筒男命、中筒男命、表筒男命、神功皇后

## 歴史
当社の詳しい創建年代は不明であるが、社伝によると現在本殿には住吉四神が祀られているが、それらが祀られるよりも遙か以前に一本の大杉があり、そこに当地の氏神として交野物部氏の祖である饒速日命を交野大明神として祀っていたという。そして、この大杉が枯れた後もその芯をご神体として祀っていたとする。
天文4年（1535年）の奥書のある神明帳には、交野大明神の名が記されており、文化2年（1805年）の三浦蘭阪著「川内奨撫古小識」には、当社に正平21年（1366年）の銘の石塔があったと記されている。
その後、宝永年間（1704年 - 1711年）には当地方の総氏神であった磐船神社から、磐船神社神主であった平井源左衛門によって四社明神（住吉四神）が当社に分祀された。その際、それまでの本殿であった交野大明神の社よりも大きな社が新たな本殿として建立され、そこに住吉四神が祀られることになった。それにより、元々祀っていた交野大明神は古宮と呼ばれるようになった。以後、本殿に祀られた住吉四神は星田の氏神として崇敬された。
境内の南にはかつての神宮寺である星田寺がある。

## 境内
- 本殿
- 拝殿
- 社務所
- 放生池

### 摂末社
- 交野社（古宮） - 祭神：天照国彦天光櫛玉饒速日命、建速須佐之男命、大雀命
- 八幡社（新宮山八幡宮） - 祭神：誉田別命、息長帯姫命、大雀命、武内宿禰。明治時代の神仏分離の際に当社の東に位置する新宮山の頂上にあった新宮山八幡宮を当社に移したもの。新宮山は貞観2年（860年）に奈良大安寺の僧行教が、豊前国（現・大分県）の宇佐八幡宮から八幡神を男山の峯（現・石清水八幡宮）に分祀する際に立ち寄ったという八幡神ゆかりの場所であった。その後、星田の地が石清水八幡宮の荘園になると、この地域の守護神として八幡宮の分霊を石清水八幡宮から迎えて新宮山八幡宮が創建された。それ以来石清水八幡宮を本宮、こちらを新宮と呼ぶようになった[1]。
- 恵比寿社・琴平社 - 恵比寿社祭神：事代主命（恵比寿大神）、琴平社祭神：大国主命・三輪明神・市杵島姫命。星田えびすと呼ばれる。琴平社は明治時代の神仏分離の際に星田の慈光寺から当社に移したもの[1]。
- 天照社 - 祭神：天照大御神、豊受大御神（宇迦之御魂大神）
- 菅原社 - 祭神：菅原道真
- 庚申塚 - 祭神：太田命（猿田彦大神）
- 祖霊社 - 祭神：国難殉死英霊、故総代役員、神社特別奉仕者

## 祭日
- 1月1日 – 歳旦祭
- 1月14日 – とんど祭
- 6月19日 – 古宮祭
- 9月2日 – 祖霊祭
- 10月16日 – 例祭宵宮
- 10月17日 – 例祭本宮

## 所在地
- 大阪府交野市星田2丁目5-14

## アクセス
- JR片町線 星田駅より徒歩約18分。